# Karl Kilbom

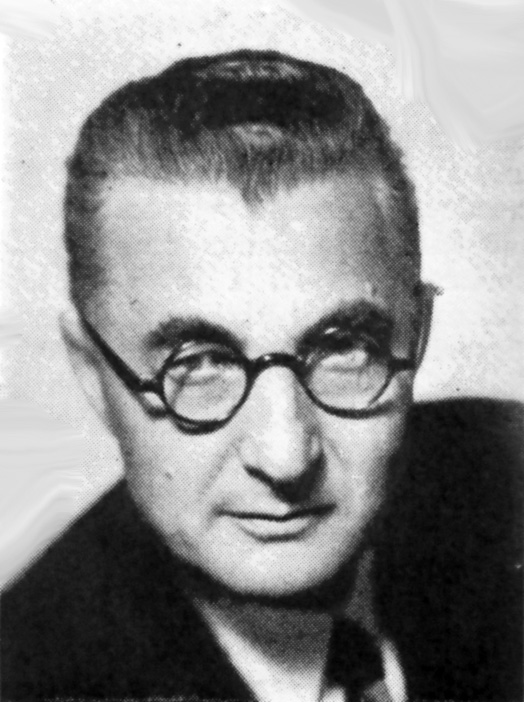
Karl Kilbom

Karl Kilbom (* 8. Mai 1885 in Österbybruk, Uppsala län; † 24. Dezember 1961 in Stockholm, auch Kihlbom) war ein schwedischer kommunistischer und später sozialdemokratischer Politiker.

## Leben
Kilbom trat 1908 der Schwedischen Sozialdemokratischen Arbeiterpartei bei. Dort gehörte er zum linken Parteiflügel um Zeth Höglund. Während der Parteispaltung 1917 schloss er sich der Abspaltung Sozialdemokratische Linkspartei Schwedens an, die sich 1921 in Kommunistische Partei Schwedens umbenannte.
In den parteiinternen Auseinandersetzungen der 1920er Jahre positionierte sich Kilbom, der von 1921 bis 1922 Generalsekretär der Partei war, gegen den ultralinken Flügel und orientierte sich an der „Rechten Opposition“ in der Sowjetunion um Nikolai Bucharin. Aus diesem Grunde wurden Kilbom und die Mehrheit der Kommunistischen Partei 1929 aus der Komintern ausgeschlossen, diese Mehrheit konstituierte sich als unabhängige KP (im Volksmund „Kilbomarna“ genannt, da Kilbom von 1929 bis 1937 Parteivorsitzender war), die sich 1934 in Sosialistiska Partiet (SP) umbenannte, zunächst der IVKO und dann dem Londoner Büro angehörte und bei Wahlen höhere Ergebnisse als die offizielle KP um Hugo Sillén erzielte. In der Folgezeit entwickelten sich Kilboms Positionen wieder Richtung Sozialdemokratie, eine starke Gruppe um Kilbom schloss sich nach ihrem Parteiaustritt 1938 dieser an und unterstützte deren Regierungspolitik.